# El Camotazo
El Camotazo (originalmente titulado Camotazo, Volúmen 1) es un disco-casete musical Chileno recopilatorio, el cual compila temas de varios artistas que relatan diferentes técnicas de lucha callejera en contra de la dictadura militar.

## Historia
En 1988, las Juventudes Comunistas de Chile le pidieron a Jorge Venegas Santos, cantautor chileno, que produjera un disco musical que relataría diferentes prácticas de lucha callejera contra la dictadura militar de Augusto Pinochet. El concepto era similar al de Guitarra Armada, un disco Sandinista donde se relatan varios conocimientos de armas musicalizados. 
Jorge Venegas contactó a varios miembros del Frente Patriótico Manuel Rodríguez para informarse sobre las técnicas de "la política Rebelión Popular de masas". Se juntó con varios cantautores populares chilenos para producir el disco, incluyendo a Jano Jara, sobrino del cantor popular Víctor Jara y Pato Valdivia, integrante del grupo chileno Aquelarre.
Fue originalmente publicado cómo "Camotazo, Volúmen 1", ya que había más volúmenes planeados. Dado al clima político tras el plebiscito de 1988 y el asesinato de los líderes del FPMR en la toma de Los Queñes, no se publicaron más volúmenes.
La carátula fue diseñada por Lautaro Araneda y los arreglos musicales fueron hechos por Nino García.
En 2011, Jorge Venegas escribió un libro relatando la historia de la grabación de El Camotazo, titulado "Camotazo: Un Canto en Rebelión Popular".

## Lista de canciones
El disco contiene las siguientes canciones:
1. La barricada - Transporte Urbano
2. Ya están por disparar - Jorge Venegas
3. Y va a caer - Sigifredo Zambrano
4. Ri Regae - Jano Jara
5. Los muchachos de las piedras - Esteban Escalona
6. El muchacho - Transporte Urbano
7. El flaco - Jorge Venegas
8. La sublevación - Sigifredo Zambrano
9. Vamos a ver - Francisco Villa
10. La paz y la guerra - Nino García